# Agger Kirke
Agger Kirke är en dansk kyrkobyggnad i Agger i  Thisteds kommun i Thy i Region Nordjylland. Den ritades av Christian Frederik Hansen och uppfördes 1938.
Den tidigare kyrkan i Agger låg i Vester Agger vid kusten. Den ersattes av den nuvarande kyrkobyggnaden efter det att havet hade ätit sig in på kusten. De sista resterna av Vester Agger Kirke föll i havet 1839.

## Bildgalleri

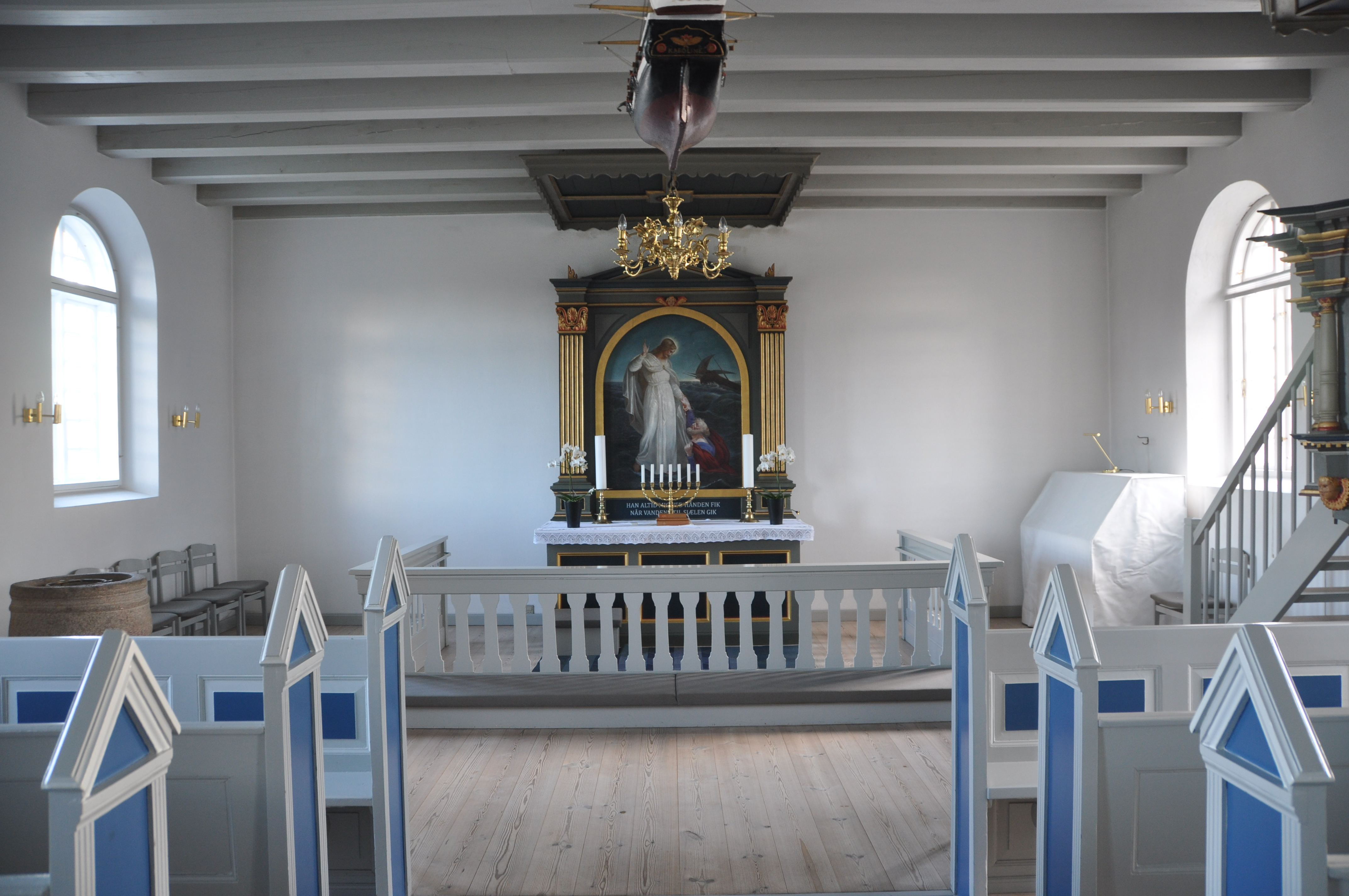
Kyrkorum med altare
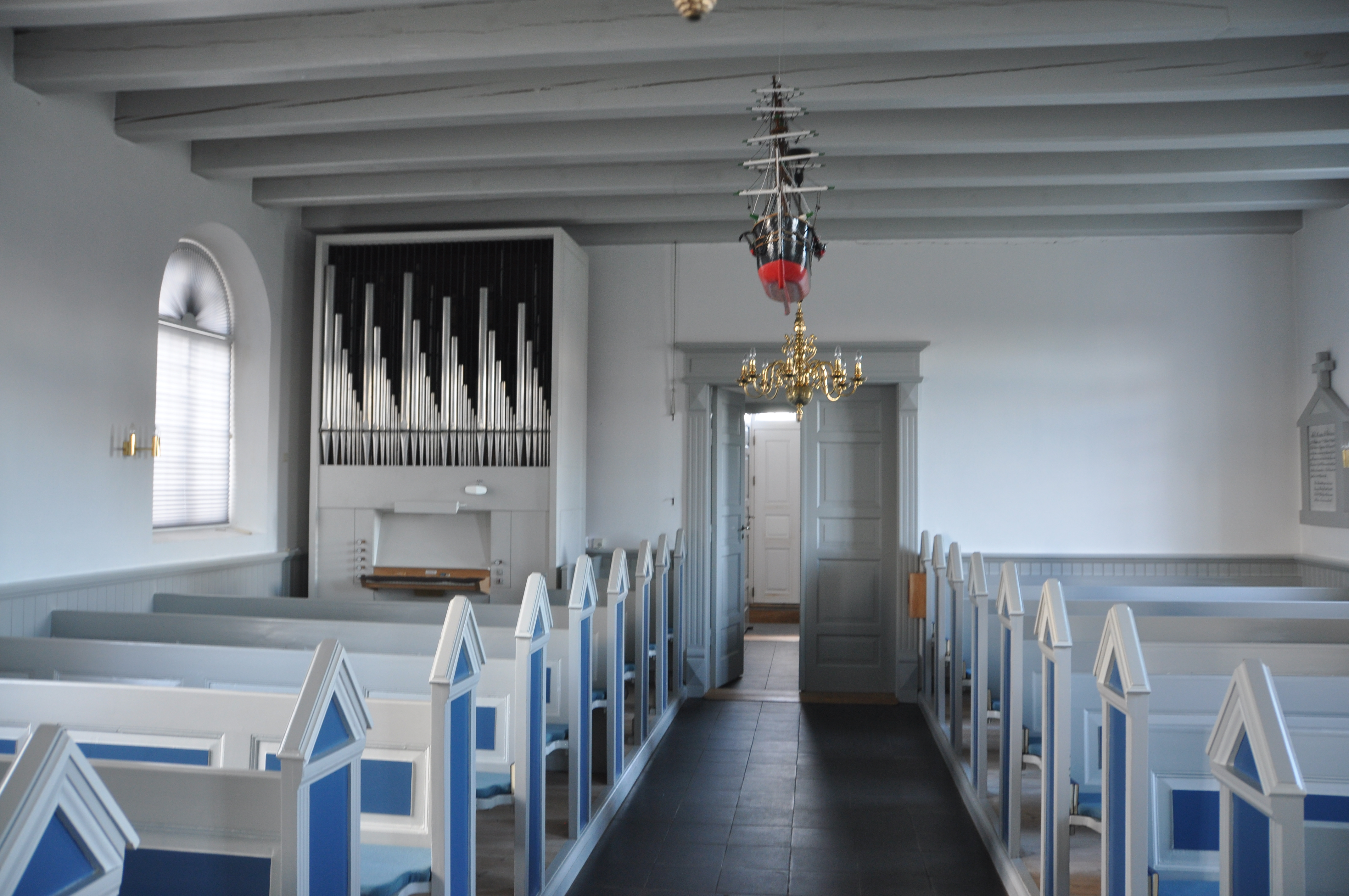
Kyrkorum med orgel
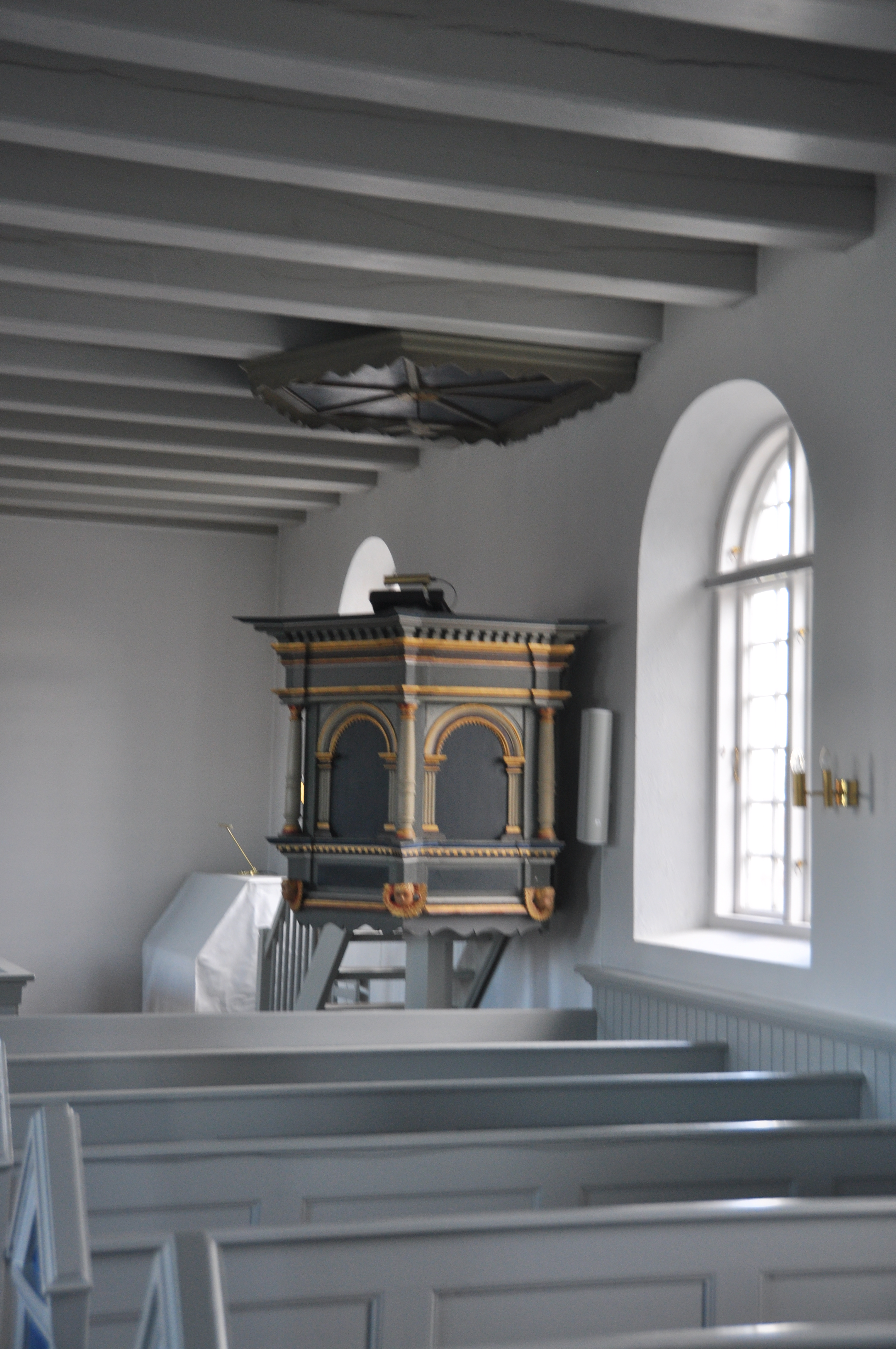
Predikstol
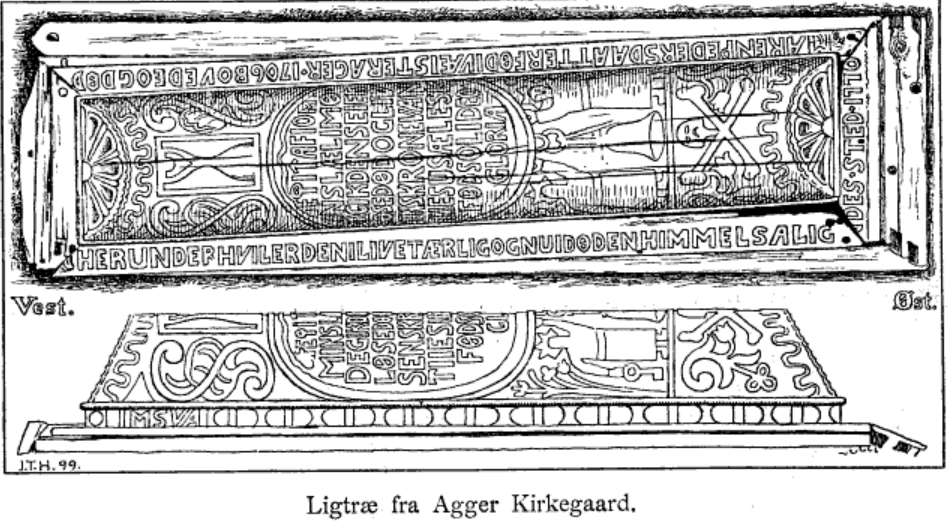
Gravrä från Aggers kyrkogård, ett på dansk landsbygd använt minnesmärke över en avliden person, med sniderier i trä, från före 1906